# Ålandkongress

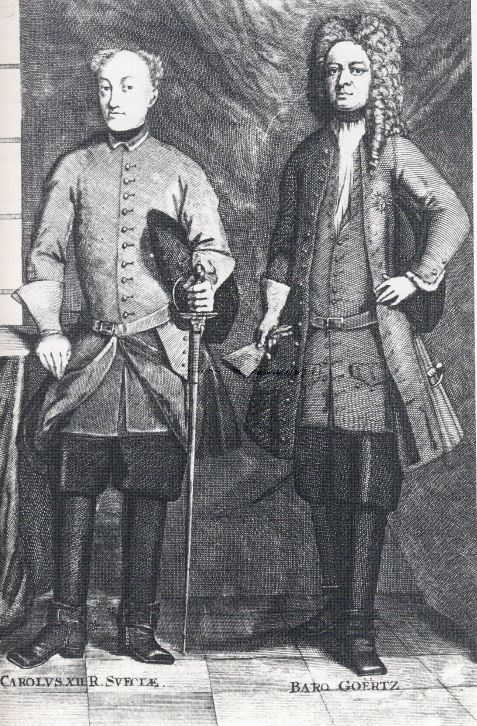
Georg Heinrich von Görtz (rechts) gewann in den letzten Regierungsjahren (1715–1718) Karls XII. großen Einfluss auf die schwedische Außenpolitik. Er befürwortete einen Ausgleich mit Russland.

Der Friedenskongress auf Åland waren gescheiterte Friedensverhandlungen zwischen den kriegführenden Mächten Schweden und Russland im Großen Nordischen Krieg von Frühjahr 1718 bis zum September 1719.

## Verlauf
Auf einem informellen Treffen mit Zar Peter im Lustschloss Het Loo in Holland im August 1717 konnte der in schwedischen Diensten stehende Georg Heinrich von Görtz wesentliche Vorbehalte des Zaren gegen eine Annäherung mit Schweden ausräumen. Im Mai des folgenden Jahres kam es zu Friedensverhandlungen auf den Ålandinseln. Diese in der Mitte der Ostsee gelegene Inselgruppe wurde 1714 von den Schweden geräumt und bildete fortan eine Art Niemansland.
An diesen Gesprächen war Preußen, vertreten durch Gustav von Mardefeld, als einzige weitere Macht anwesend. Verhandlungsführer bei den Schweden waren neben Görtz Carl Gyllenborg, bei den Russen der Westfale Heinrich Ostermann und der schottischstämmige General Robert Bruce. Konkurrierend mit England versuchten die russischen Diplomaten Schweden durch Gebietskompensationen auf Kosten Polen-Litauens in ein eigenes Bündnissystem einzubinden. Im Grunde ging es dabei um die Einbindung Schwedens in das bereits zwischen Preußen und Russland ausgebildete gegen Polen gerichtete Einflusssystem.
Der schwedische Plan sah vor, dass Russland alle seine Besitzungen bis auf Finnland behalten, dafür aber Norwegen und Kurfürstentum Hannover den Schweden zufallen sollten. Ferner sollte eine Landung in Schottland eine Rückkehr der Jakobiten auf den dortigen Thron vorbereiten. 
Nach dem Tod Karls XII. während der Belagerung von Frederikshald änderte die neue schwedische Regierung ihre Haltung zu den Friedensverhandlungen mit Russland. Görtz, der die schwedischen Verhandlungen auf Åland leitete, wurde in Stockholm auf Befehl von Friedrich von Hessen-Kassel verhaftet. Neuer schwedischer Verhandlungsführer wurde Johan Lillienstedt. Stockholm richtete sich fortan nach London und erhoffte sich mit englischer Unterstützung bessere Friedensbedingungen zu erhalten. 
Im Sommer 1719 begannen russische Truppen die schwedische Küste zu verheeren, um Schweden durch militärischen Druck zur Bereitschaft zum Frieden zu zwingen.
Die schwedische Regierung brach am 17. September 1719 die Friedensverhandlungen ab, um mit Vermittlung Frankreichs auf dem Stockholmer Friedenskongress separate Friedensverträge mit Hannover am 20. November 1719 und am 20. Februar 1720 mit Preußen zu schließen.

## Folgen
Es folgte ein schwedisches Bündnis mit England, das versuchte, Russlands Eindringen nach Europa politisch einzudämmen.
Schweden schloss im Frieden von Nystad am 10. September 1721 Frieden mit Russland.